# Сурпаць
Сурпаць, Сурпаці (рум. Surpați) — село у повіті Вилча в Румунії. Входить до складу комуни Рунку.
Село розташоване на відстані 153 км на північний захід від Бухареста, 13 км на північний схід від Римніку-Вилчі, 111 км на північний схід від Крайови, 101 км на південний захід від Брашова.

## Населення
За даними перепису населення 2002 року у селі проживали 110 осіб, усі — румуни. Усі жителі села рідною мовою назвали румунську.